# Agromyza abutilonis
Agromyza abutilonis este o specie de muște din genul Agromyza, familia Agromyzidae, descrisă de Spencer în anul 1959. Conform Catalogue of Life specia Agromyza abutilonis nu are subspecii cunoscute.